# United States Marine Corps Amphibious Reconnaissance Battalion
Le United States Marine Corps Amphibious Reconnaissance Battalion est une unité spécialisée du corps des Marines des États-Unis chargée d’effectuer de manière clandestine les opérations de reconnaissances dans les zones littorales et à l'intérieur du territoire ennemi nécessaire aux opérations amphibies tel le Jour J.